# Rhinosciurus laticaudatus
{{#ifeq:0|0|{{#if:Rhinosciurus laticaudatus|{{#if:|[[]}}|[[]]}}}}
Rhinosciurus laticaudatus є видом гризунів родини Sciuridae. Він монотипний у межах роду Rhinosciurus. Вид зустрічається в лісах на півострові Малайзія (можливо, також у прилеглому південному Таїланді), Сінгапурі, Суматрі та Борнео. Ця своєрідна наземна вивірка в основному харчується комахами та дощовими черв’яками. Зовнішнім виглядом вона дуже нагадує землерийку Tupaia, але її можна впізнати за коротшою щілиною та коротшим і густішим хвостом.

## Характеристики
R. laticaudatus досягає довжини голови і тулуба від 19,5 до 21,5 сантиметрів і довжини хвоста від 11,5 до 14,0 сантиметрів. Шерсть на спині темно-коричнева, а на животі від білого до кремового. Морда витягнута. Під час бігу хвіст загинається вгору.